# Marina Lewycka
Marina Lewycka   (Kiel, 12 d'octubre de 1946) és una escriptora britànica d'ascendència ucraïnesa, que viu a Sheffield (Anglaterra).

## Biografia
Marina Lewycka va néixer en un camp de refugiats a Kiel (Alemanya) després de la Segona Guerra Mundial. Posteriorment la seva família va migrar a Anglaterra. Va assistir a la Gainsborough High School for Girls a Gainsborough, Lincolnshire, i després a la Witney Grammar School a Witney, Oxfordshire. Es va graduar a la Universitat de Keele el 1968 amb una llicenciatura en anglès i filosofia, i a la Universitat de York amb una llicenciatura en literatura anglesa el 1969. Va començar, però no va acabar, un doctorat al King's College de Londres .
Va ser professora d'estudis de mitjans a la Universitat de Sheffield Hallam fins a la seva jubilació el març de 2012.

## Obres
La novel·la debut de Lewycka A Short History of Tractors en ucraïnès va guanyar el 2005 Bollinger Everyman Wodehouse Prize al festival literari Hay, el 2005/6 Waverton Good Read Award i el 2005 Saga Award per Wit; va ser finalista per al Man Booker Prize 2005 i finalista per al Orange Prize for Fiction 2005. La novel·la ha estat traduïda a 35 idiomes.
La seva segona novel·la Two Caravans va ser publicada en tapa dura el març de 2007 per Fig Tree (una empremta de Penguin Books) per al mercat del Regne Unit, i va ser preseleccionada per al Premi Orwell 2008 d'escriptura política. Als Estats Units i Canadà es publica amb el títol Strawberry Fields.
La tercera novel·la de Lewycka, We Are All Made of Glue, es va publicar el juliol de 2009, i la seva quarta novel·la, Various Pets Alive and Dead, va sortir al març de 2012. La seva cinquena novel·la, publicada el 2016, va ser The Lubetkin Legacy, que porta el nom de Berthold Lubetkin, l'arquitecte modernista nascut a Geòrgia, que va construir habitatges populars amb el lema: "Res és massa bo per a la gent normal". The Lubetkin Legacy va ser finalista per al premi Bollinger Woodhouse Everyman for Comic Fiction.
El 2009, Lewycka va donar el conte "The Importance of Have Warm Feet" al projecte Ox-Tales d'Oxfam, quatre col·leccions de contes del Regne Unit escrites per 38 autors. La seva història es va publicar a la col·lecció "La Terra". Més tard, el mateix any, va donar un segon conte, "Filosofia empresarial", a l'antologia d'Amnistia Internacional Freedom: Short Stories Celebrating the Universal Declaration of Human Rights.
El 2020, Lewycka va publicar la novel·la The Good, the Bad and the Little Bit Stupid . Una ressenya del llibre a The Spectator va assenyalar que el seu comentari sobre el Brexit i el tràfic d'òrgans "no sembla tant dispar com aleatori".

### Títols en català que han estat traduïts i publicats
- La petita història dels tractors en ucraïnès (ISBN 8495616882) (A Short History of Tractors in Ukrainian) (2005)
- Dues rulots (ISBN 9788496735125) (Two Caravans) (2007)
- We Are All Made of Glue (2009)

També ha publicat alguns llibres pràctics amb instruccions per a cuidadors de gent gran.